# Liste der Bischöfe von La Rochelle
Die folgenden Männer waren Äbte der Abtei Maillezais bzw. Bischöfe der Diözesen Maillezais, La Rochelle und  La Rochelle-Saintes (Frankreich):

## Äbte von Maillezais
- Gausbert (um 990)
- Theodelin (ca. 1000-ca. 1045)
- Humbert (ca. 1045–1060)
- Goderan (1060–1074)
- Drogon (ca. 1075–1082)
- Geoffroi I. (1082-ca. 1100)
- Pierre (1100-ca. 1117)
- Thibaut-Francois (1130)
- Gaudin (1151)
- Guillaume I. (1171)
- Guillaume II. de Reyssia (1174)
- Clemens (um 1195)
- Etienne (1207–1215)
- Clemens (erneut) (1216)
- Guillaume III. le Fort (1225)
- Renaud (ca. 1232-ca. 1240)
- Guillaume IV. (1270)
- Raoul (1275)
- Geoffroy II. Povereau (ca. 1280–1317)

## Bischöfe von Maillezais
- Der Abt von Maillezais wurde 1317 zum Abtbischof, nachdem die Abtei durch Johannes XXII. zum Bistum erhoben wurde.
- 1317–1333: Geoffroy Pouvreau
- 1334: Pierre de Vivonne
- 1336–1341: Geoffroy de Pons
- 1342–1359: Jean de Marconnay
- 1359–1380: Guy de Faye
- 1380–1382: Jean Rousseau
- 1382–1385: Pierre de Thury
- 1385–1419: Jean Le Masle
- 1419–1432: Guillaume de Lucé
- 1432–1455: Thibaut de Lucé
- 1455–1475: Louis Rouault
- 1478–1481: Jean I. d’Amboise
- 1481–1508: Frédéric Kardinal de Saint-Severin
- 1511–ca. 1517: Pietro Kardinal de Accolti
- 1518: Philipp Kardinal von Luxemburg
- 1518–1542: Geoffroy d’Estissac
- 1545–ca. 1560: Jacques d’Escoubleau de Sourdis
- ca. 1563–ca. 1568: Pierre de Pont-Levoy
- ca. 1570–ca. 1615: Henri d’Escoubleau de Sourdis (der Ältere)
- 1623–1629: Henri d’Escoubleau de Sourdis (dann Erzbischof von Bordeaux)
- 1630–1646: Henry de Béthune (dann Erzbischof von Bordeaux)
- 1646–1648: Jacques Raoul
- Verlegung des Bischofssitzes nach La Rochelle durch Innozenz X.

## Bischöfe von La Rochelle
- 1648–1661 Jacques Raoul de la Guibourgère
- 1661–1693 Henri Marie de Laval-Bois-Dauphin (Stammliste der Montmorency)
- 1693–1702 Charles-Madeleine Frézeau de Frézelière
- 1702–1724 Étienne de Champflour
- 1725–1729 Jean-Baptiste de Brancas
- 1730–1767 Augustin Roch de Menou de Charnisai
- 1768–1789 François-Emmanuel de Crussol d’Uzès
- 1789–1801 (1816) Jean-Charles de Coucy
- 9. April bis 20. November 1802 Michel-François de Couët du Vivier de Lorry
- 1802–1804 Jean-François Demandolx (auch Bischof von Amiens)
- 1804–1826 Gabriel-Laurent Paillou(x)
- 1827–1835 Joseph Bernet (dann Erzbischof von Aix und Kardinal)
- 1835–1855 Clément Kardinal Villecourt
- 1856–1866 Jean-François Landriot (dann Erzbischof von Reims)
- 1867–1883 Léon-Benoit-Charles Thomas (dann Erzbischof von Rouen und Kardinal)
- 1884–1892 Pierre-Marie-Etienne-Gustave Ardin (dann Erzbischof von Sens)
- 1892–1901 François-Joseph-Edwin Bonnefoy (dann Erzbischof von Aix)
- 1901–1906 Émile Le Camus
- 1906–1923 Jean-Auguste Eyssautier
- 1923–1937 Eugène Curien
- 1938–1955 Louis Liagre
- 1955–1963 Xavier Morilleau
- 1963–1979 Félix-Marie-Honoré Verdet
- 1979–1983 François-Marie-Christian Favreau
- 1985–1996 Jacques Louis Antoine Marie David (dann Bischof von Évreux)
- 1996–2006 Georges Paul Pontier (dann Erzbischof von Marseille)
- 2006–2016 Bernard Housset
- seit 2016 Georges Colomb MEP